# Ich bin ein Preuße

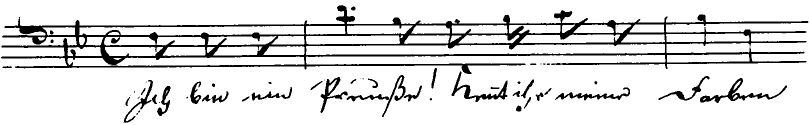
Begin van het lied in het handschrift van de componist.

Ich bin ein Preuße, kennt ihr meine Farben? (Ik ben een Pruis, kent u mijn kleuren?), ook bekend als Preußenlied, is een patriotisch lied dat in 1830 is geschreven door de leraar Bernhard Thiersch. De melodie schreef August Neithardt in 1832. Het lied werd snel zeer populair en had langere tijd bijna de rol van inofficieel Pruisisch volkslied. De eigenlijke Volkshymne van Pruisen was Heil dir im Siegerkranz, dat na de stichting van het Duitse Rijk in 1871 ook tot Kaiserhymne werd verheven.

## Tekst
Ich bin ein Preuße, kennt ihr meine Farben?
tekst: Bernhard Thiersch, 1830 (strofe 6 toegevoegd 1851)
melodie: August Neithardt, 1832 

1.  Ich bin ein Preuße, kennt ihr meine Farben?
Die Fahne schwebt mir weiß und schwarz voran;
daß für die Freiheit meine Väter starben,
das deuten, merkt es, meine Farben an.
Wie werd ich bang verzagen,
wie jene will ich's wagen
|:sei's trüber Tag, sei's heitrer Sonnenschein,
ich bin ein Preuße, will ein Preuße sein.:|

2.  Mit Lieb und Treue nah ich mich dem Throne,
von welchem mild zu mir ein Vater spricht;
und wie der Vater treu mit seinem Sohne,
so steh ich treu mit ihm und wanke nicht.
Fest sind der Liebe Bande,
Heil meinem Vaterlande!
|: Des Königs Ruf dring in das Herz mir ein:
Ich bin ein Preuße, will ein Preuße sein.:|

3.  Nicht jeder Tag kann glühn im Sonnenlichte;
ein Wölkchen und ein Schauer kommt zur Zeit.
Drum lese keiner mir es im Gesichte,
daß nicht der Wünsche jeder mir gedeiht.
Wohl tauschten nah und ferne
mit mir gar viele gerne;
|: ihr Glück ist Trug und ihre Freiheit Schein:
Ich bin ein Preuße, will ein Preuße sein. :|

4.  Und wenn der böse Sturm mich wild umsauset,
die Nacht entbrennet in des Blitzes Glut,
hat's doch schon ärger in der Welt gebrauset,
und was nicht bebte, war des Preußen Mut.
Mag Fels und Eiche splittern,
ich werde nicht erzittern;
|: es stürm, es krach, es blitze wild darein:
Ich bin ein Preuße, will ein Preuße sein. :|

5.  Wo Lieb und Treu sich um den König reihen,
wo Fürst und Volk sich reichen so die Hand,
da muß des Volkes wahres Glück gedeihen,
da blüht und wächst das schöne Vaterland.
So schwören wir aufs neue
dem König Lieb und Treue!
|: Fest sei der Bund! Ja schlaget mutig ein:
Wir sind ja Preußen, laßt uns Preußen sein. :|

6.  Des Preußen Stern soll weithin hell erglänzen,
des Preußen Adler schweben wolkenan,
des Preußen Fahne frischer Lorbeer kränzen,
des Preußen Schwert zum Siege brechen Bahn.
Und hoch auf Preußens Throne
im Glanz von Friedrichs Krone
|: beherrsche uns ein König stark und mild,
und jedes Preußen Brust sei ihm ein Schild! :|

## Varianten
De volgende spottende strofe zongen Pruisische militairen in 1848, nadat ze bevel hadden gekregen om de barricades van de Maartrevolutionairen niet te bestormen en uit Berlijn af te trekken.
Schwarz, Rot und Gold glüht nun im Sonnenlichte,
der schwarze Adler sinkt herab entweiht;
hier endet, Zollern, deines Ruhms Geschichte,
hier fiel ein König, aber nicht im Streit.
Wir sehen nicht mehr gerne
nach dem gefall’nen Sterne.
|: Was du hier tatest, Fürst, wird dich gereu’n,
so treu wird keiner, wie die Preußen, sein! :|

De volgende strofe werd gezongen na de Pruisische zege bij de Düppeler Schanzen in 1864.
Und wir, die wir am Ost- und Nordseestrande,
als Wacht gestellt, gestählt von Wog' und Wind,
wir, die seit Düppel durch des Blutes Bande
an Preußens Thron und Volk gekettet sind,
wir woll'n nicht rückwärts schauen,
nein, vorwärts mit Vertrauen!
|: Wir rufen laut in alle Welt hinein:
Auch wir sind Preußen, wollen Preußen sein! :|